# Egbert de Trèves
Pour les articles homonymes, voir Egbert et Trèves.
Egbert (c. 950 - 9 décembre 993) fut archevêque de Trèves de 977 à sa mort.

## Biographie
Egbert est le fils de Thierry II, comte de Hollande. Après son éducation à Egmond et à la cour de saint Brunon de Cologne, il devient chancelier d'Otton II en 976. L'année suivante il est nommé archevêque de Trèves. En 984 il rejoint la conspiration de Henri II de Bavière contre Otton, mais revient au camp de celui-ci l'année suivante.
Egbert était un patron renommé des sciences et des arts. Il supervisa lui-même la confection du Registrum Gregorii et du reliquaire de la férule pétrinienne. Il fut également dédicataire du Codex Egberti, sans doute composé à Reichenau, de même que le Psautier d'Egbert. Cependant, Trèves devint à partir de son mandat la rivale de Reichenau comme capitale artistique du monde ottonien.